# فهرست وابسته‌های دیپلماتیک ارمنستان

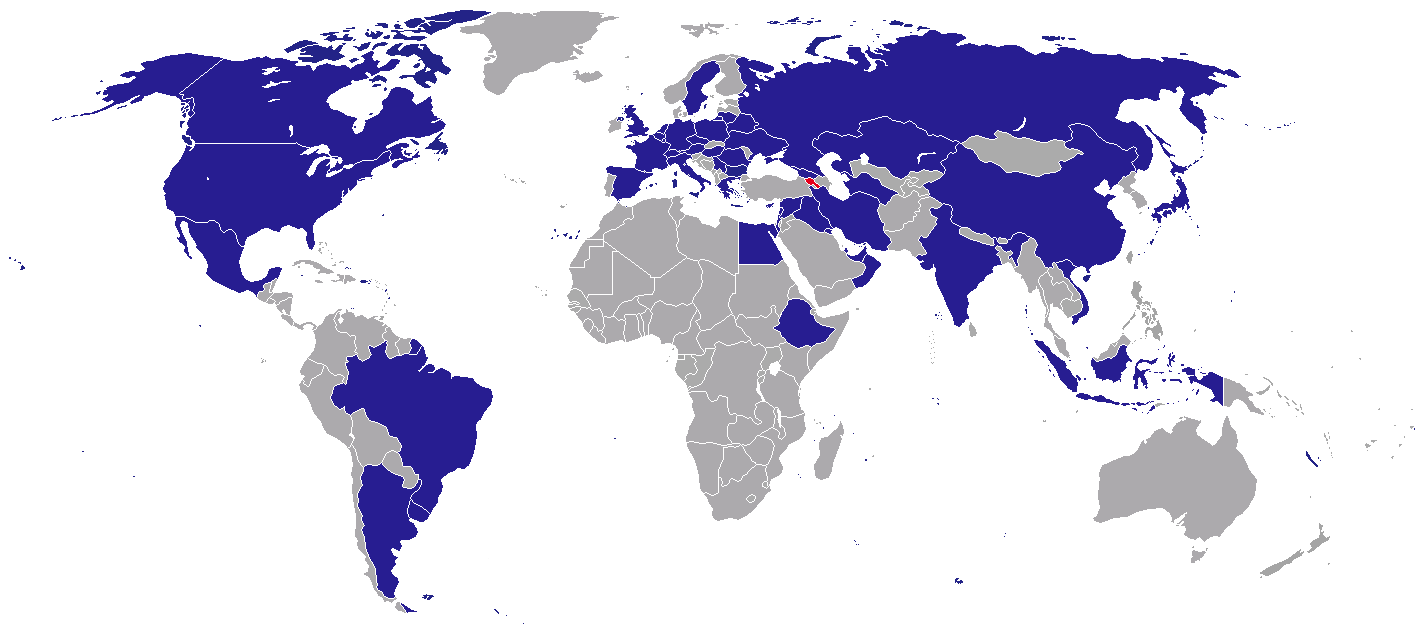
نقشه سفارتخانه‌های ارمنستان

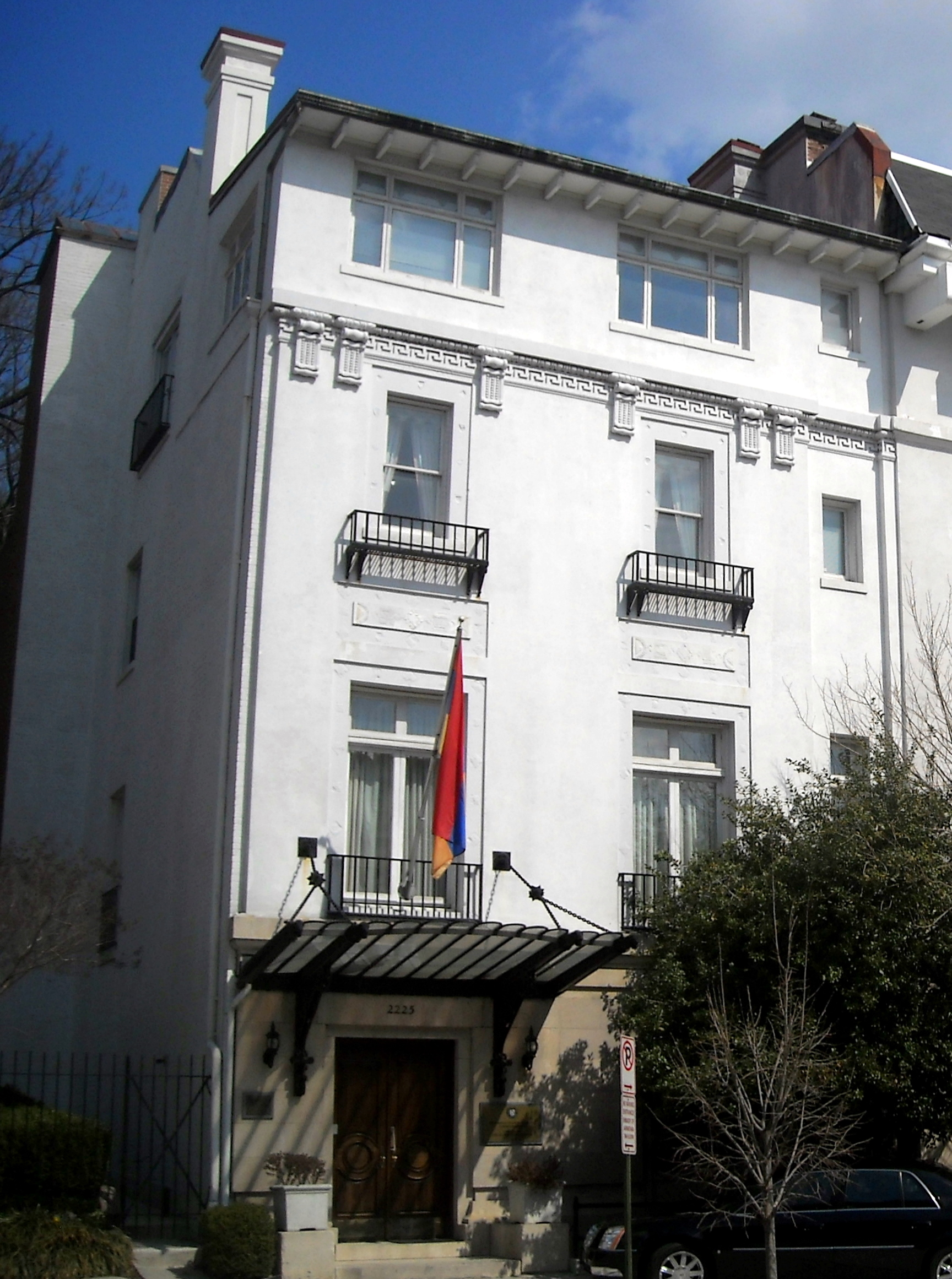
سفارت ارمنستان در واشینگتن در واشینگتن، دی.سی.

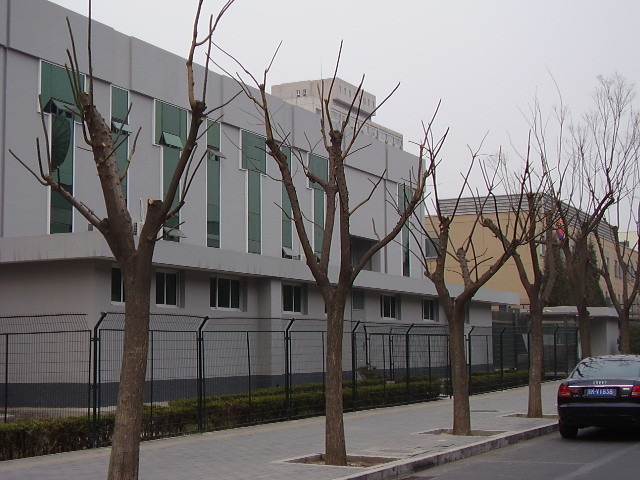
سفارت ارمنستان در پکن

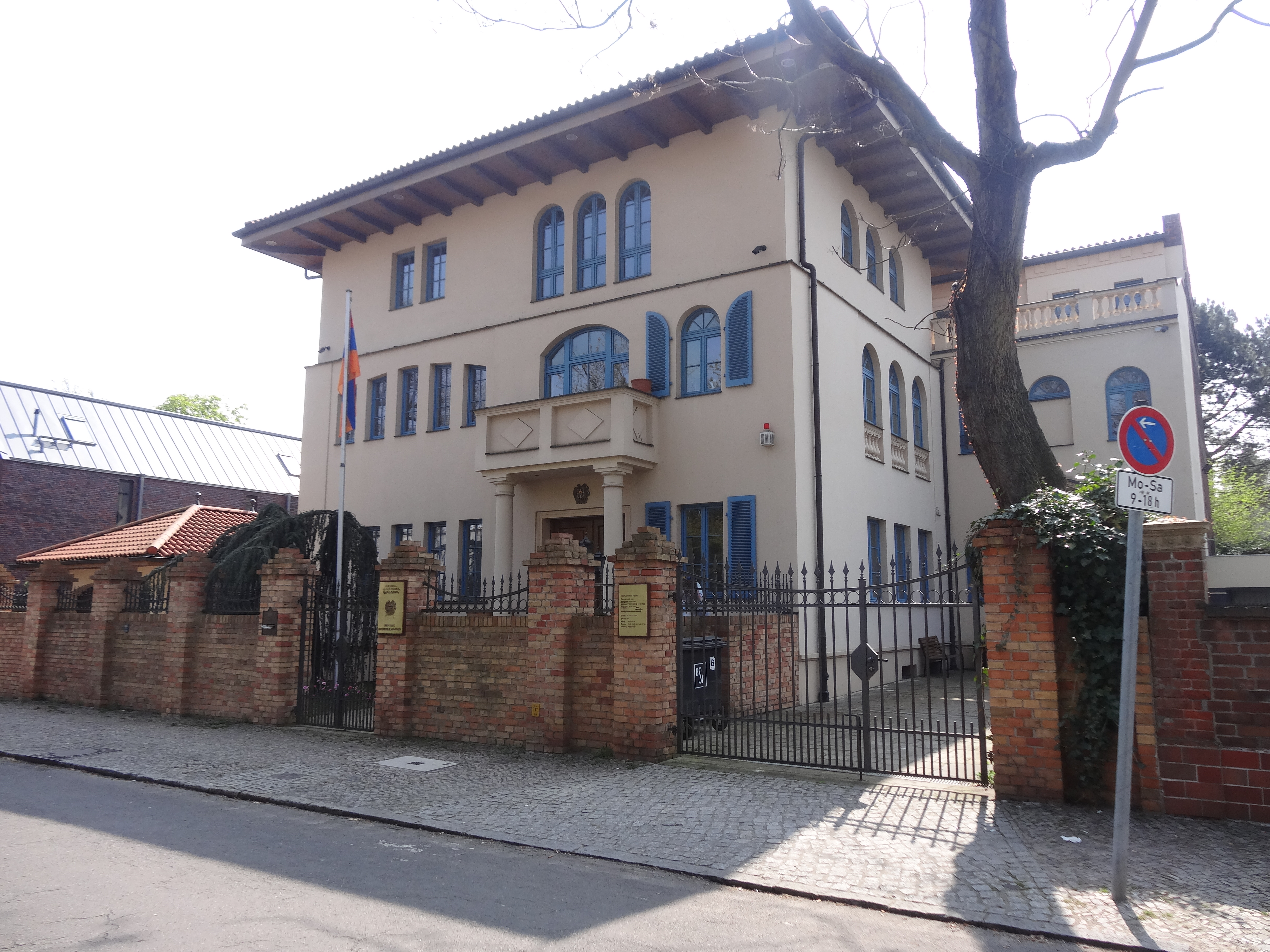
سفارت ارمنستان در برلین

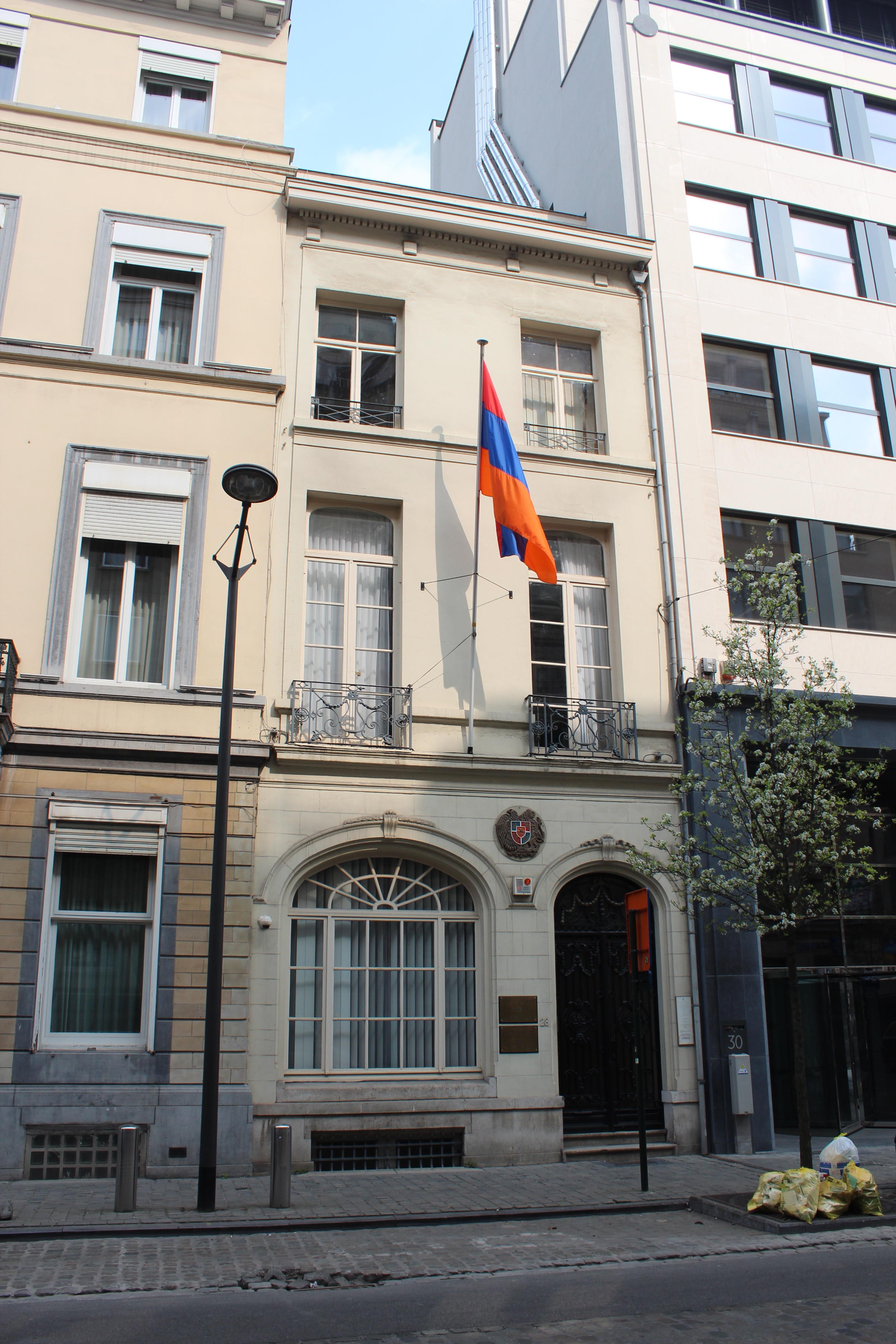
سفارت ارمنستان در بروکسل

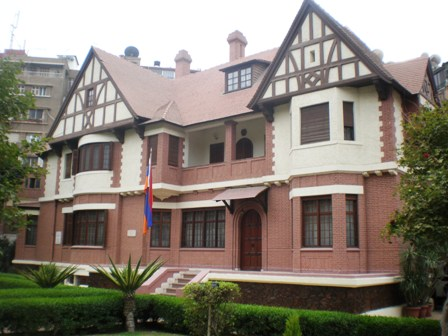
سفارت ارمنستان در قاهره

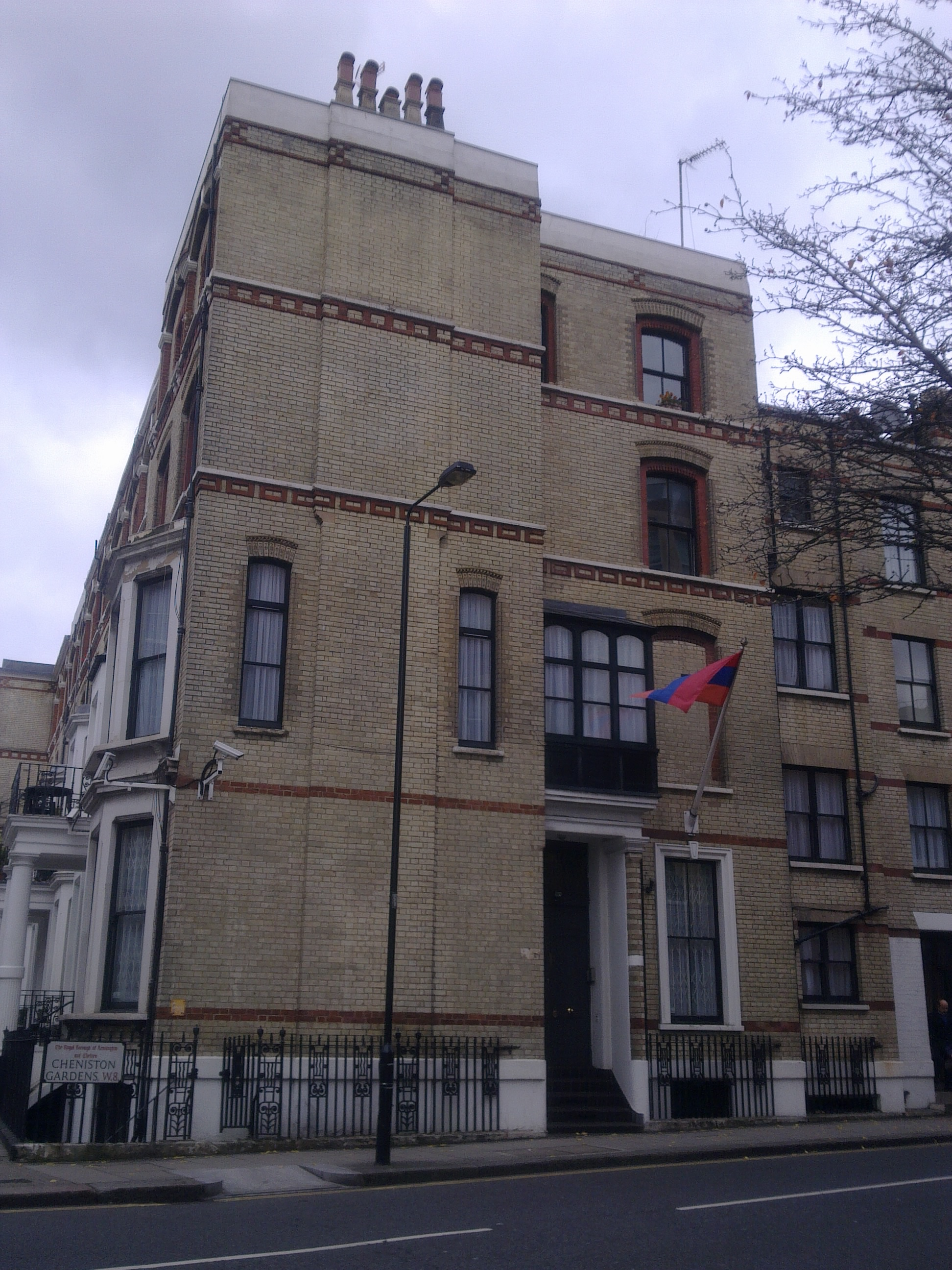
سفارت ارمنستان در لندن

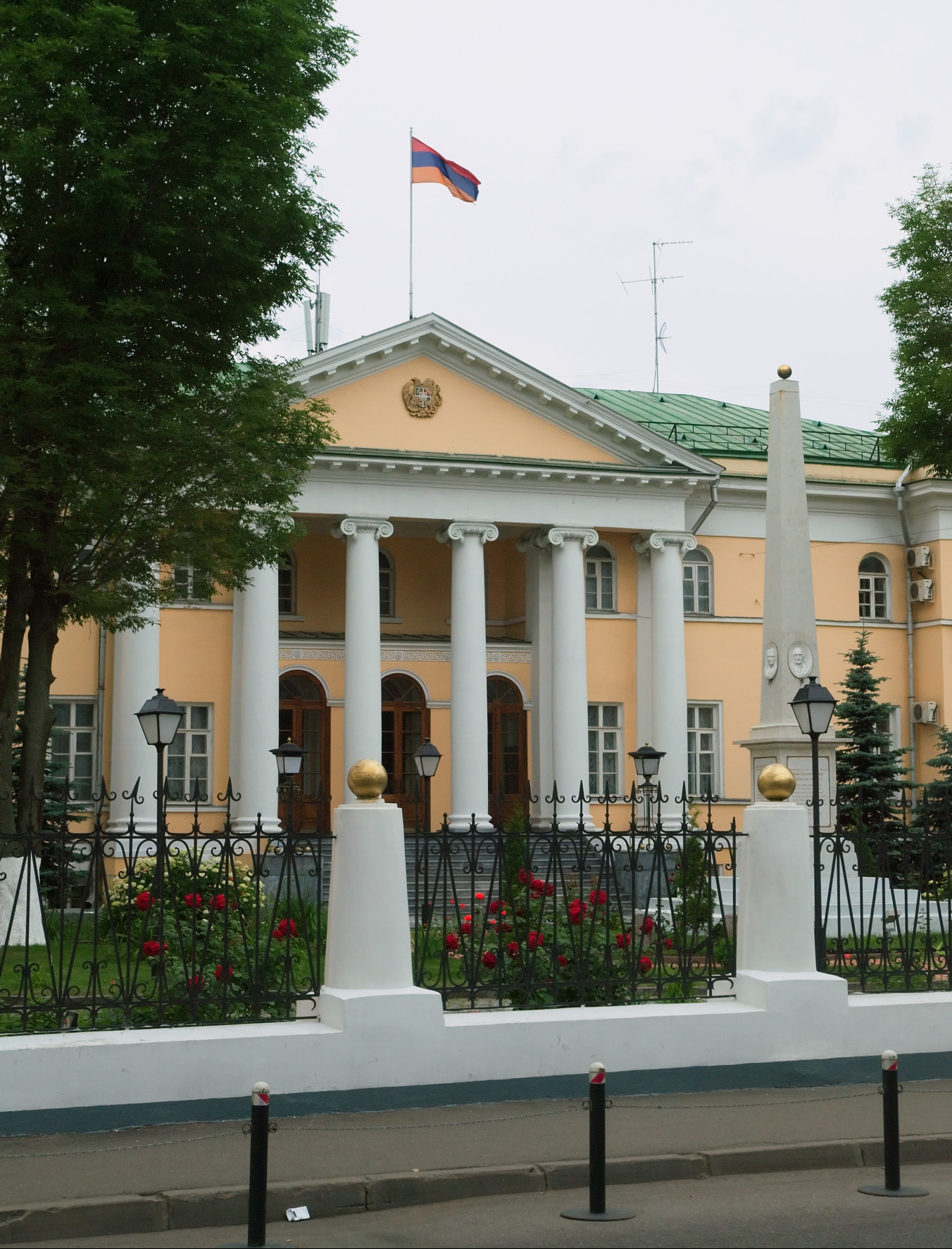
سفارت ارمنستان در مسکو

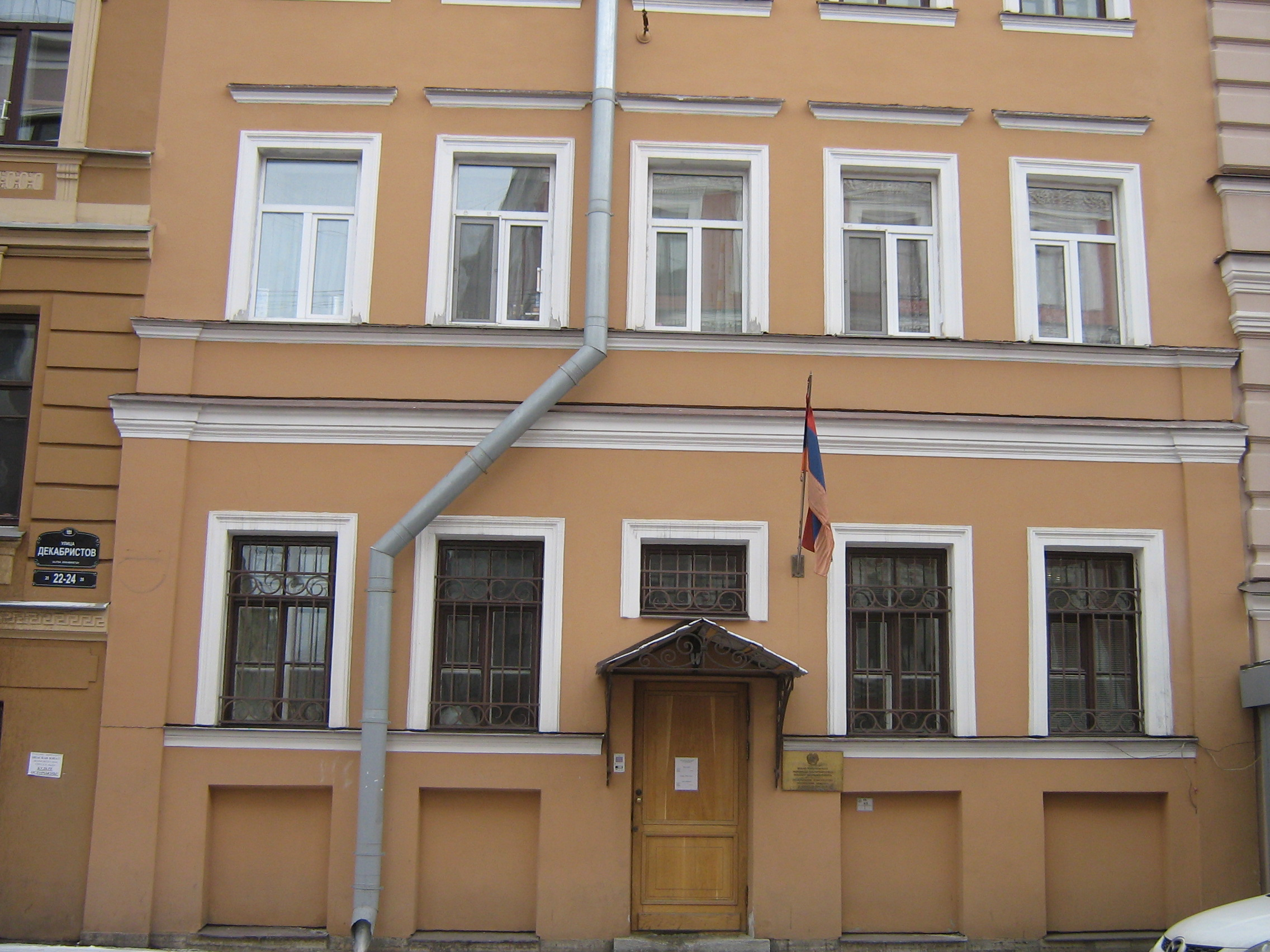
سرکنسولگری ارمنستان در سنت پترزبورگ

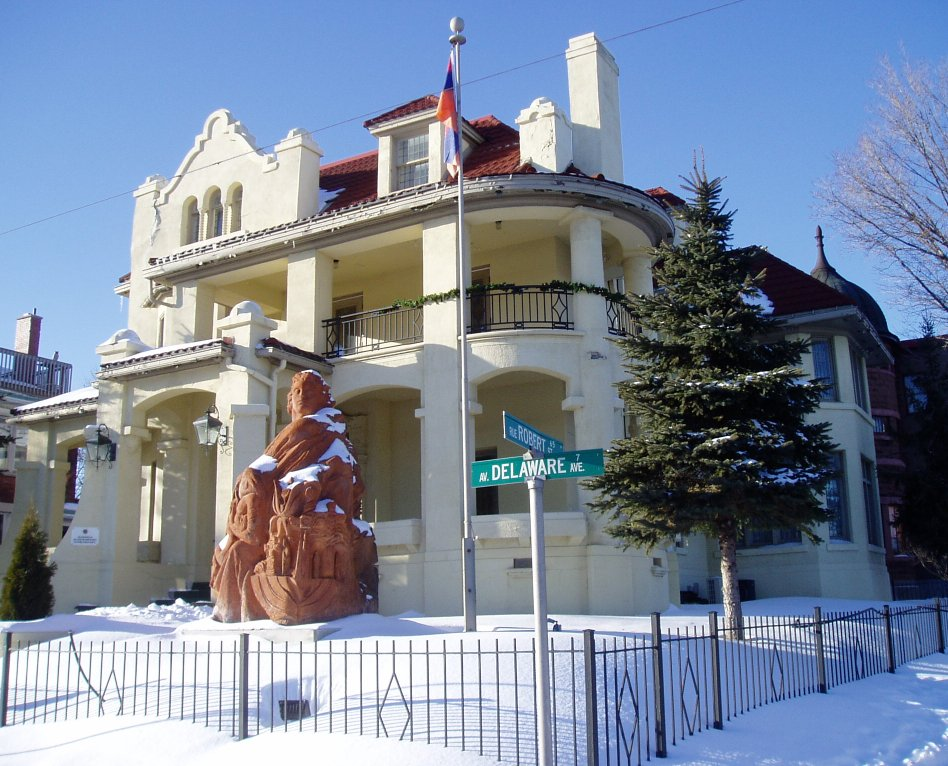
سفارت ارمنستان در اتاوا

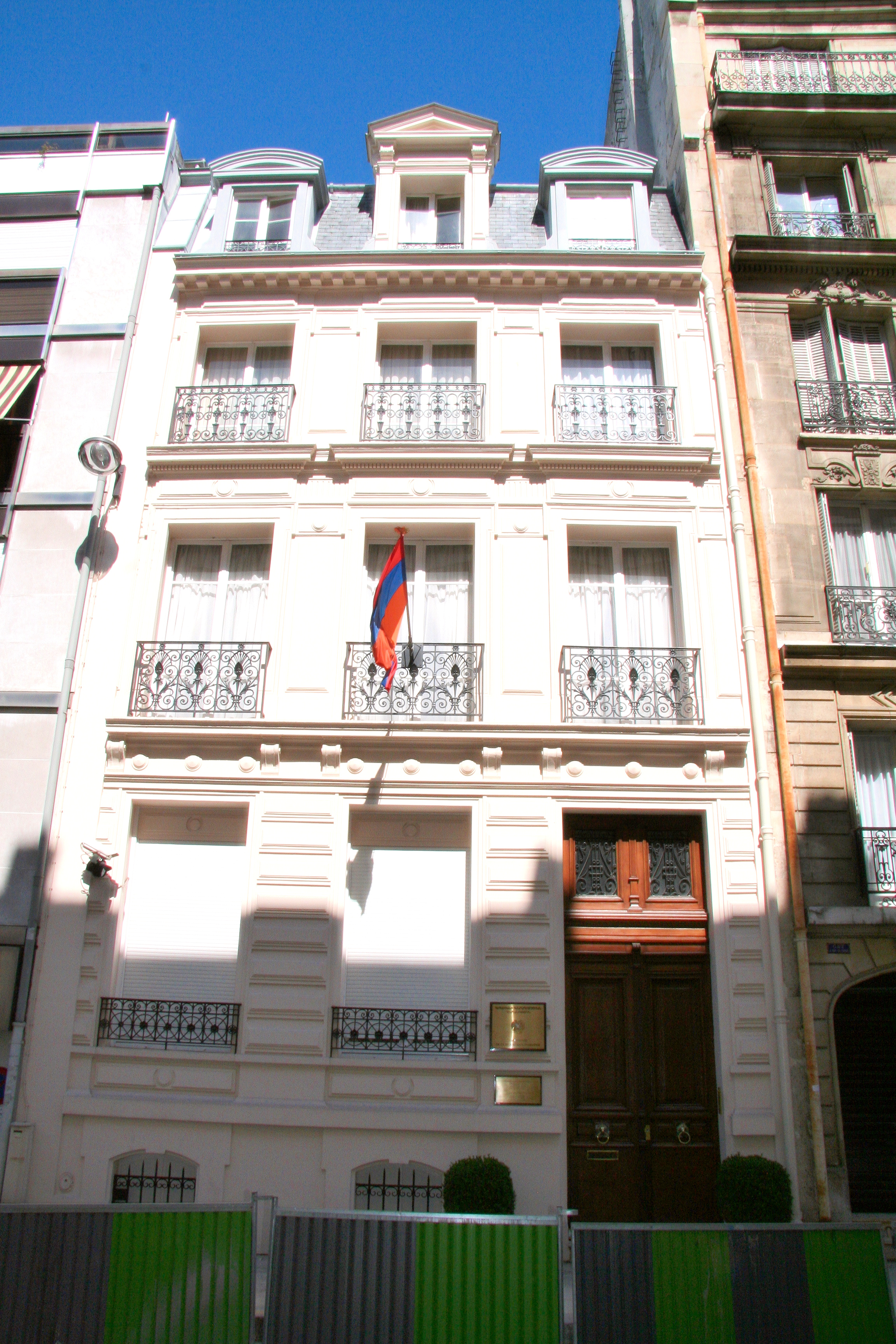
سفارت ارمنستان در پاریس

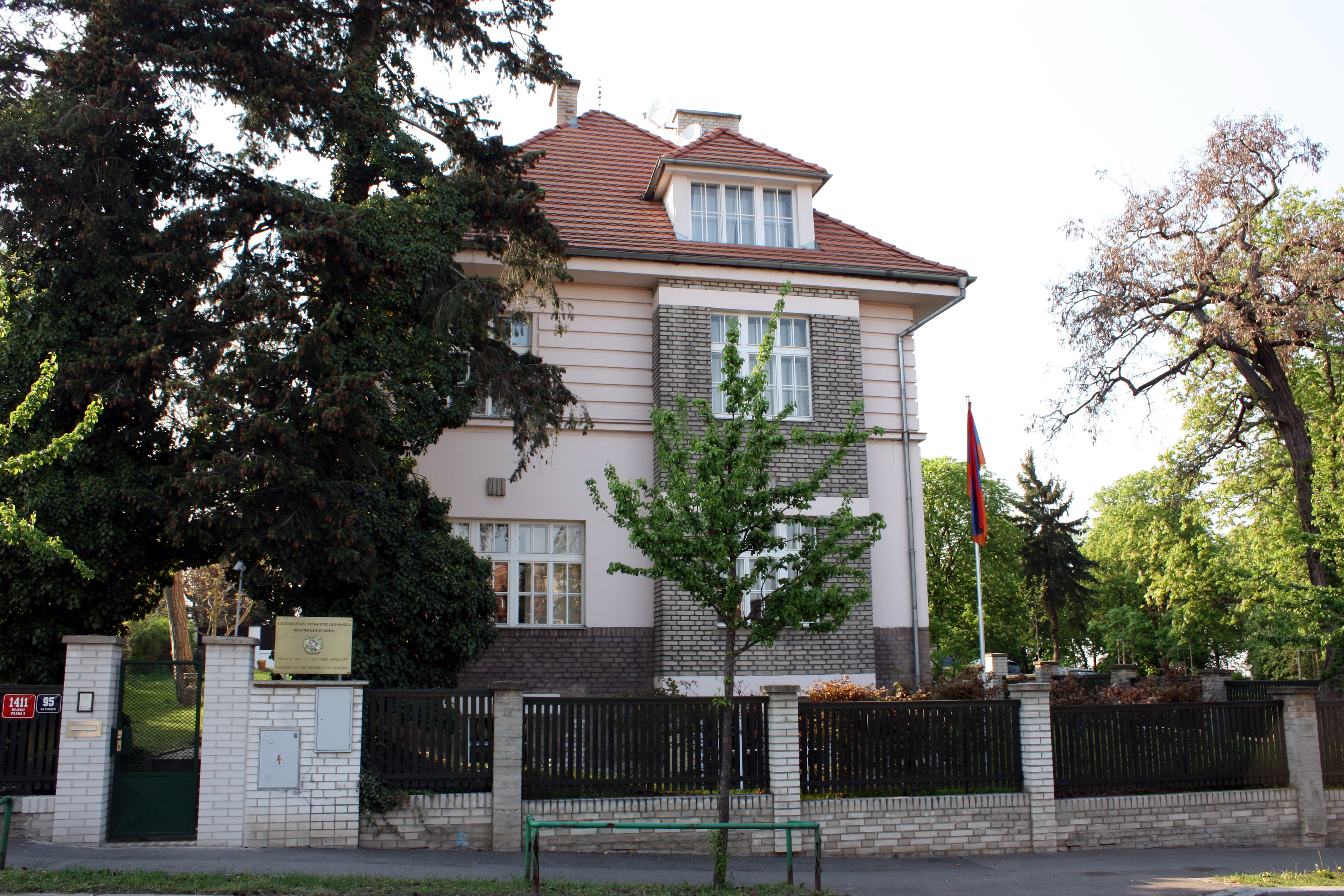
سفارت ارمنستان در پراگ

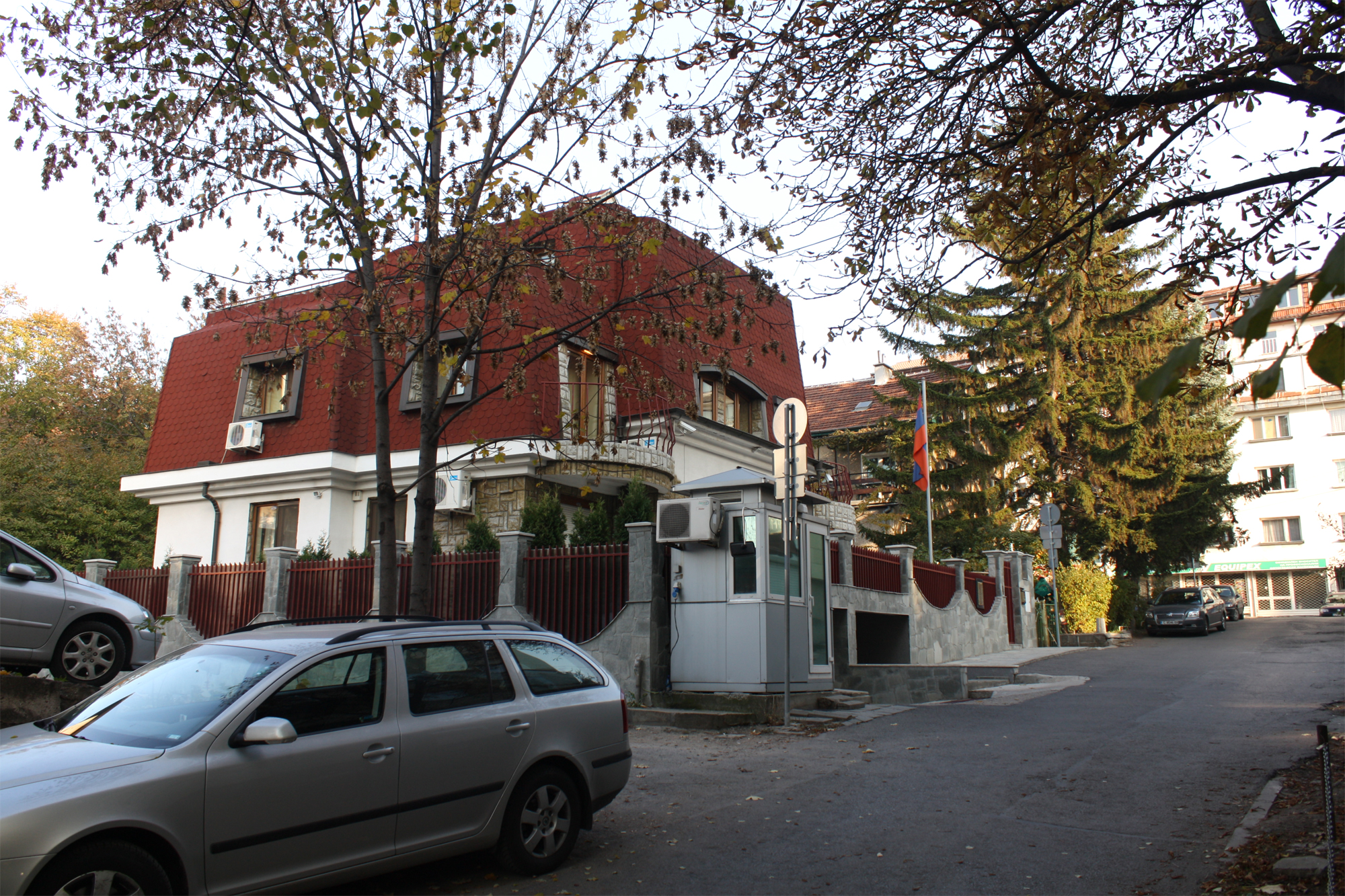
سفارت ارمنستان در صوفیه

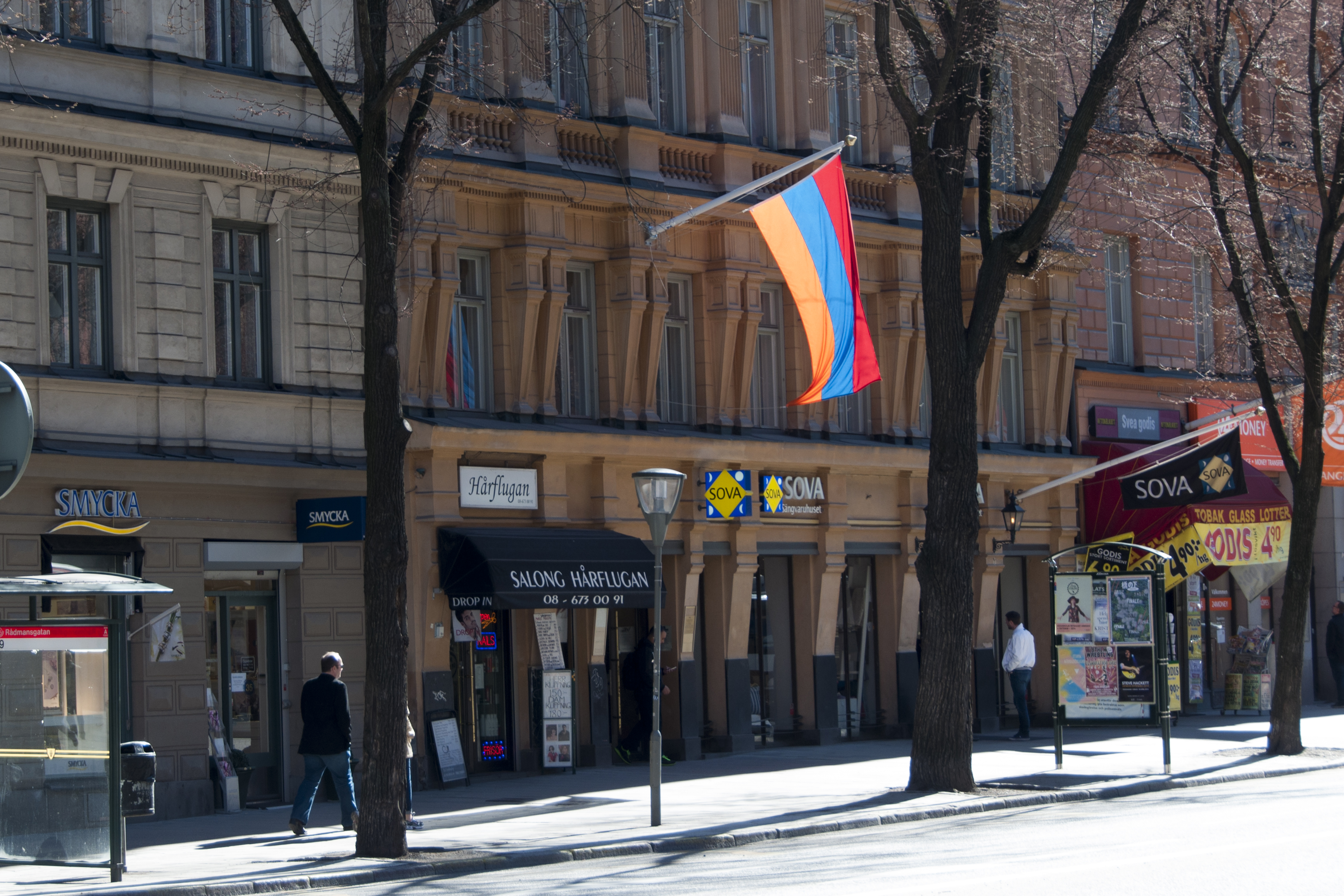
سفارت ارمنستان در استکهلم

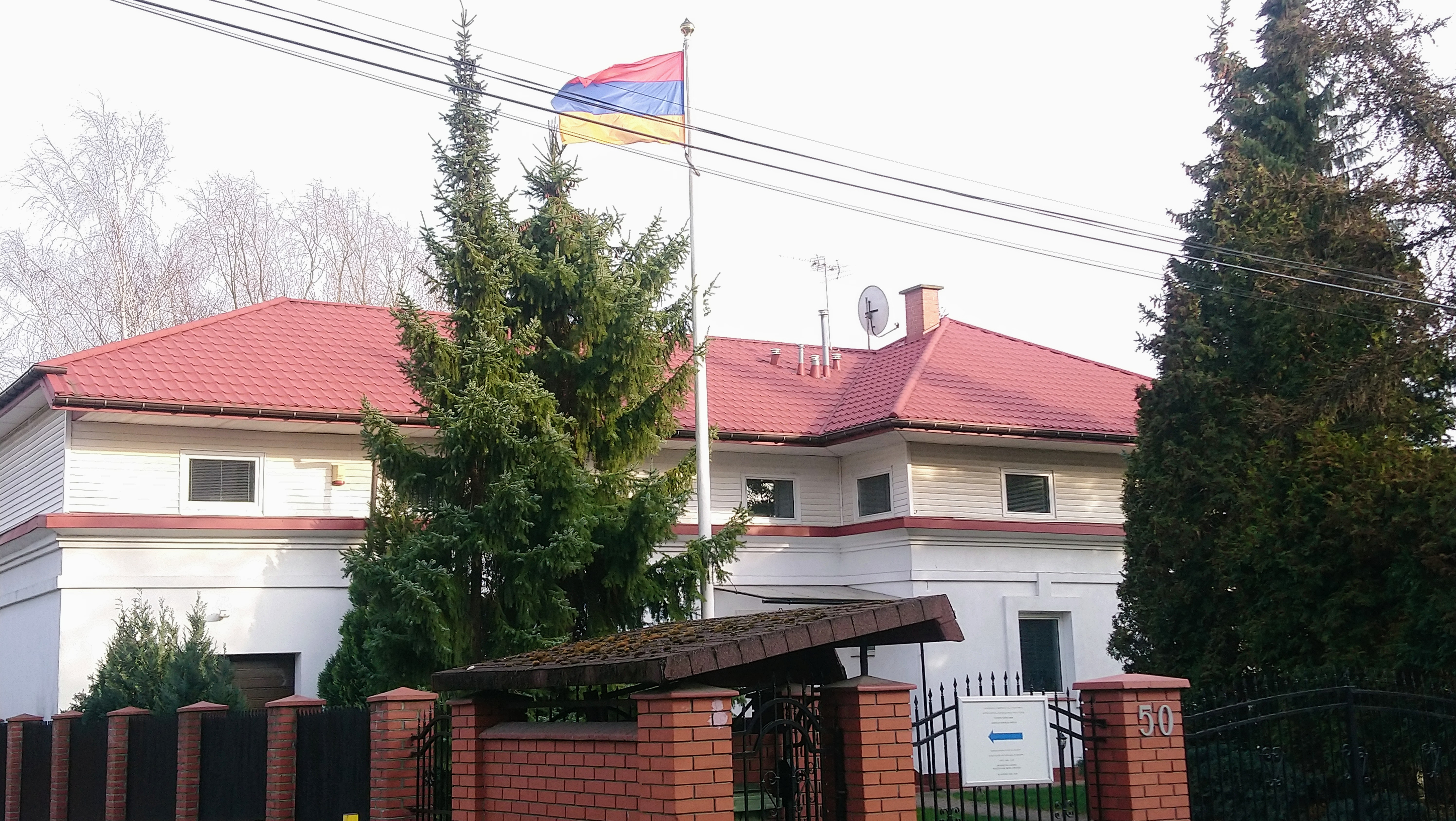
سفارت ارمنستان در ورشو

ارمنستان یک کشور محصور در خشکی که در قفقاز جنوبی واقع شده‌است. بیش از پنج میلیون تن ارمنی سرتاسر جهان زندگی می‌کنند. جوامع بزرگ ارمنیان در کشورهای روسیه، فرانسه، ایران، ایالات متحده آمریکا، گرجستان، لبنان، آرژانتین، و اوکراین زندگی می‌کنند. در زیر فهرست سفارتخانه‌های کشور ارمنستان (ارمنی: Հայաստանի դիվանագիտական ներկայացուցչությունների ցանկ) آورده شده‌است.

## وابسته‌های دیپلماتیک کنونی

### آفریقا
| کشور میزبان | شهر میزبان | هيئت اعزامی | Concurrent accreditation                                                            | منابع       |
| ----------- | ---------- | ----------- | ----------------------------------------------------------------------------------- | ----------- |
| مصر         | قاهره      | سفارت       | کشورها: - الجزایر - لیبی - آفریقای جنوبی - سودان سازمان‌های بین‌المللی: - اتحادیه عرب | [ ۱ ] [ ۲ ] |
| اتیوپی      | آدیس آبابا | سفارت       | سازمان‌های بین‌المللی: - اتحادیه آفریقا                                               | [ ۱ ]       |

### قاره آمریکا
| کشور میزبان         | شهر میزبان       | هيئت اعزامی | Concurrent accreditation                                                         | منابع       |
| ------------------- | ---------------- | ----------- | -------------------------------------------------------------------------------- | ----------- |
| آرژانتین            | بوئنوس آیرس      | سفارت       | کشورها: - شیلی - پاراگوئه - پرو - اروگوئه                                        | [ ۱ ]       |
| برزیل               | برازیلیا         | سفارت       | کشورها: - بولیوی - کلمبیا                                                        | [ ۱ ] [ ۳ ] |
| کانادا              | اتاوا            | سفارت       | کشورها: - جمهوری دومینیکن سازمان‌های بین‌المللی: - سازمان بین‌المللی هوانوردی کشوری | [ ۱ ] [ ۲ ] |
| مکزیک               | مکزیکوسیتی       | سفارت       | کشورها: - بلیز - کاستاریکا - کوبا - السالوادور - گواتمالا - نیکاراگوئه - پاناما  | [ ۱ ]       |
| ایالات متحده آمریکا | واشینگتن، دی.سی. | سفارت       | سازمان‌های بین‌المللی: - سازمان کشورهای آمریکایی                                   | [ ۱ ] [ ۴ ] |
| ایالات متحده آمریکا | لس آنجلس         | کنسولگری    | سازمان‌های بین‌المللی: - سازمان کشورهای آمریکایی                                   | [ ۵ ]       |

### آسیا
| کشور میزبان       | شهر میزبان | هيئت اعزامی | Concurrent accreditation                                                   | منابع       |
| ----------------- | ---------- | ----------- | -------------------------------------------------------------------------- | ----------- |
| چین               | پکن        | سفارت       | کشورها: - مغولستان - تایلند                                                | [ ۱ ]       |
| گرجستان           | تفلیس      | سفارت       |                                                                            | [ ۱ ]       |
| گرجستان           | باتومی     | کنسولگری    | [ ۶ ]                                                                      |             |
| هند               | دهلی نو    | سفارت       | کشورها: - بنگلادش - نپال - سری‌لانکا                                        | [ ۱ ]       |
| اندونزی           | جاکارتا    | سفارت       | کشورها: - مالزی - سنگاپور سازمان‌های بین‌المللی: - انجمن ملل آسیای جنوب شرقی | [ ۱ ] [ ۲ ] |
| ایران             | تهران      | سفارت       |                                                                            | [ ۱ ]       |
| عراق              | بغداد      | سفارت       |                                                                            | [ ۱ ]       |
| عراق              | اربیل      | کنسولگری    | [ ۷ ]                                                                      |             |
| اسرائیل           | تل‌آویو     | سفارت       |                                                                            | [ ۱ ]       |
| ژاپن              | توکیو      | سفارت       | کشورها: - استرالیا - کره جنوبی                                             | [ ۱ ]       |
| قزاقستان          | آستانه     | سفارت       | کشورها: - قرقیزستان                                                        | [ ۱ ]       |
| کویت              | کویت       | سفارت       | کشورها: - عمان                                                             | [ ۱ ]       |
| لبنان             | بیروت      | سفارت       |                                                                            | [ ۱ ]       |
| قطر               | دوحه       | سفارت       |                                                                            | [ ۱ ]       |
| سوریه             | دمشق       | سفارت       | کشورها: - اردن                                                             | [ ۱ ]       |
| سوریه             | حلب        | کنسولگری    | کشورها: - اردن                                                             | [ ۵ ]       |
| ترکمنستان         | عشق‌آباد    | سفارت       | کشورها: - افغانستان - تاجیکستان                                            | [ ۱ ]       |
| امارات متحده عربی | ابوظبی     | سفارت       | کشورها: - بحرین                                                            | [ ۱ ]       |
| ویتنام            | هانوی      | سفارت       | کشورها: - کامبوج - لائوس - فیلیپین                                         | [ ۱ ] [ ۸ ] |

### اروپا
- سفارت

| کشور میزبان | شهر میزبان     | هيئت اعزامی            | Concurrent accreditation | منابع       |
| ----------- | -------------- | ---------------------- | --- | ----------- |
| اتریش       | وین            | سفارت                  | کشورها: - اسلواکی سازمان‌های بین‌المللی: - سازمان ملل متحد - آژانس بین‌المللی انرژی اتمی - سازمان امنیت و همکاری اروپا - سازمان توسعه صنعتی ملل متحد | [ ۱ ] [ ۲ ] |
| بلاروس      | مینسک          | سفارت                  | کشورها: - مولدووا سازمان‌های بین‌المللی: - کشورهای مستقل مشترک‌المنافع                                                                               | [ ۱ ] [ ۲ ] |
| بلژیک       | بروکسل         | سفارت                  | سازمان‌های بین‌المللی: - اتحادیه اروپا | [ ۱ ] [ ۲ ] |
| بلغارستان   | صوفیه          | سفارت                  | | [ ۱ ]       |
| جمهوری چک   | پراگ           | سفارت                  | کشورها: - کرواسی - مونته‌نگرو - صربستان - اسلوونی                                                                                                  | [ ۱ ]       |
| فرانسه      | پاریس          | سفارت                  | کشورها: - آندورا - موناکو | [ ۱ ]       |
| فرانسه      | لیون           | کنسولگری               | کشورها: - آندورا - موناکو | [ ۵ ]       |
| فرانسه      | مارسی          | کنسولگری               | کشورها: - آندورا - موناکو | [ ۵ ]       |
| آلمان       | برلین          | سفارت                  | کشورها: - لیختن‌اشتاین | [ ۱ ]       |
| یونان       | آتن            | سفارت                  | کشورها: - آلبانی - بوسنی و هرزگوین - قبرس | [ ۱ ]       |
| سریر مقدس   | رم             | سفارت                  | کشورها: - پرتغال Sovereign entity: - جزایر مالتا                                                                                                  | [ ۱ ]       |
| ایتالیا     | رم             | سفارت                  | کشورها: - مالت - سان مارینو سازمان‌های بین‌المللی: - فائو - صندوق بین‌المللی توسعه کشاورزی - برنامه جهانی غذا                                        | [ ۱ ]       |
| لیتوانی     | ویلنیوس        | سفارت                  | کشورها: - استونی - لتونی | [ ۱ ]       |
| هلند        | لاهه           | سفارت                  | کشورها: - لوکزامبورگ سازمان‌های بین‌المللی: - سازمان منع سلاح‌های شیمیایی                                                                            | [ ۱ ] [ ۲ ] |
| لهستان      | ورشو           | سفارت                  | | [ ۱ ]       |
| رومانی      | بخارست         | سفارت                  | | [ ۱ ]       |
| روسیه       | مسکو           | سفارت                  | | [ ۱ ]       |
| روسیه       | روستوف-نا-دونو | کنسولگری               | [ ۵ ] |             |
| روسیه       | سن پترزبورگ    | سرکنسولگری             | [ ۵ ] |             |
| روسیه       | سوچی           | دفتر کنسولی            | [ ۵ ] |             |
| اسپانیا     | مادرید         | سفارت                  | | [ ۱ ]       |
| سوئد        | استکهلم        | سفارت                  | کشورها: - دانمارک - فنلاند - نروژ - ایسلند | [ ۱ ]       |
| اوکراین     | کی‌یف           | سفارت                  | | [ ۱ ]       |
| بریتانیا    | لندن           | سفارت ارمنستان در لندن | کشورها: - جمهوری ایرلند | [ ۱ ]       |

### سازمان‌های چندجانبه
| سازمان                           | شهر میزبان | کشور میزبان         | هيئت اعزامی    | Concurrent accreditation                                  | منابع       |
| -------------------------------- | ---------- | ------------------- | -------------- | --------------------------------------------------------- | ----------- |
| سازمان پیمان امنیت جمعی          | مسکو       | روسیه               | نمایندگی دایمی |                                                           | [ ۲ ]       |
| شورای اروپا                      | استراسبورگ | فرانسه              | نمایندگی دایمی |                                                           | [ ۲ ]       |
| ناتو                             | بروکسل     | بلژیک               | نمایندگی دایمی |                                                           | [ ۲ ]       |
| سازمان همکاری اقتصادی دریای سیاه | استانبول   | ترکیه               | نمایندگی دایمی |                                                           | [ ۲ ]       |
| سازمان ملل متحد                  | نیویورک    | ایالات متحده آمریکا | نمایندگی دایمی |                                                           | [ ۲ ]       |
| سازمان ملل متحد                  | ژنو        | سوئیس               | نمایندگی دایمی | کشورها: - سوئیس سازمان‌های بین‌المللی: - سازمان تجارت جهانی | [ ۱ ] [ ۲ ] |
| یونسکو                           | پاریس      | فرانسه              | نمایندگی دایمی | سازمان‌های بین‌المللی: - فرانسه‌زبانی                        | [ ۲ ]       |

## سازمان‌های چندجانبه
- بروکسل (نمایندگی به اتحادیه اروپا و ناتو)
- ژنو (نمایندگی دائم به سازمان ملل متحد و دیگر سازمان‌های بین‌المللی)
- استانبول (نمایندگی دائم به سازمان همکاری اقتصادی دریای سیاه)
- مینسک (نمایندگی دائم به کشورهای مستقل همسود)
- نیویورک (نمایندگی دائم به سازمان ملل متحد)
- رم (نمایندگی دائم به فائو)
- استراسبورگ (نمایندگی دائم به شورای اروپا)
- وین (نمایندگی دائم به سازمان امنیت و همکاری اروپا)